# Maja naptár
A maja naptár a Kolumbusz előtti Mezoamerikában és a guatemalai-felföld számos mai közösségében, Veracruzban, Oaxacában és Chiapasban használt naptárrendszer.
A maják három különböző naptárat használtak, ezek a haab, a tzolkin és a hosszú számítás.
A haab 18-szor 20 napos hónapból állt, kiegészítve 5 nappal. A tzolkin 260 napos, 13-szor 20 napos hónap, amelyet szent kör néven említettek. A kettő kombinációja adja az 52 év hosszúságú nagy kört. A hosszú számítás elnevezésű időszámítási rendszert a napok folyamatos számlálására és csillagászati célra használták.
Egy tipikus maja dátum így nézett ki:
9.12.11.5.18 6 Etznab 11 Yax
ahol a "9.12.11.5.18" a hosszú számítás dátuma, “6
Etznab” a tzolkin dátum és “11 Yax” a haab dátum.
A dátum a nagy maja uralkodó, Pakal halálának napja, aminek dátuma átszámítva 683. augusztus 29.
Naptárukat csillagászati megfigyelésekre alapozták, amiben figyelembe vették a Nap járásán kívül a bolygók, a csillagok látszólagos égi mozgását és a Hold fázisait is. Naptáruk több korábbi, Közép-Amerikai kultúra naptárán alapult, ezek egyike az olmék volt. Naptárukkal képesek voltak megállapítani a téli és nyári napforduló, a tavaszi és őszi napéjegyenlőség dátumát, továbbá, hogy egy adott dátum milyen napra fog esni. Dátumokat véstek a templomokra, emlékművekre, és dátumok edényekre festve is megtalálhatók.
Hitük szerint a történelem ciklikusan ismétli önmagát. Voltak szerencsés és szerencsétlen napok. A gonosz elűzésére a szerencsétlen napokon áldozatot kellett bemutatni, amit a papok végeztek, így ezek bekövetkezésének időpontját előre ismerni kellett. Az ünnepségek, fesztiválok, megemlékezések szerencsés napokhoz voltak időzítve. Elképzelhetetlen volt számukra, hogy vallási rituálét vagy háborút kezdjenek, vagy akár születésnapot ünnepeljenek anélkül, hogy előzőleg a naptárhoz fordultak volna.
Edmonson szerint valószínűleg olmék naptárkészítők találták ki az 52 éves ciklust i.e. 739-ben. Először ők kezdték használni a 7891 éves hosszú számításnak nevezett módszert, i.e. 355-ben. Edmonson ezt az utolsó katun és baktun egybeesésére alapozza, ami 936-évenként egyszer van.
A maja naptárban 52 év = 73 tzolkin = 18 980 nap.
A maja naptár korának legpontosabb naptára volt. Az ún. tropikus év ma ismert csillagászati értéke: 365,242198 nap. Az egy évre eső napok száma a Nap járásán alapuló naptárakban mindig 365 nap, amelynek eltérését a tényleges napévtől különböző módszerekkel oldják meg. A különböző naptárak számítási rendszerében átlagosan a következő számok adódnak:
- Julián naptár: 365,250000 nap
- Gergely-naptár: 365,242500 nap
- Maja naptár: 365,242129 nap

A majáknál nem 3300 évenként kell kihagyni egy szökőnapot, mint a Gergely-naptárban, hanem tizenkétezer évenként egy naptáron kívüli extra szökőnapot beiktatni. Ugyanakkor a keresztény kultúrkör egy részében a 20. század eleje óta egy ennél pontosabb naptárt is használnak: a javított julián naptár szerint az év hossza 365,242222 nap, így ennek hibája mindössze 45 ezer évenként ér el egy egész napot.
Az időszámlálást körülbelül 5125 évente újból kezdik és korszakonként számolják. Az új időszámítási kezdet (új kor) 2012. december 22-én kezdődött a maja naptár szerint. A közkeletű állításokkal szemben ekkor nem az idő ért véget, hanem csak az időszámításuk egyik ciklusa.

## Csillagászati eredmények
A maják elképesztő pontosságot értek el csillagászati megfigyeléseikkel, amit szabad szemmel végeztek egy kilátótoronyból és pálcákat használtak hozzá. Ilyen primitív eszközök segítségével állapították meg a szinodikus holdhónap hosszát.
A Copánban végzett megfigyelések eredménye: 149 holdhónap 4400 napig tartott, vagyis a holdhónap hossza 29,5302 nap.
A Palenque-ben végzett megfigyelések eredménye: 81 holdhónap 2392 napig tartott, vagyis a holdhónap hossza 29,5308 nap.
A ma ismert pontos átlagérték 29,53059 nap. Ehhez képest az eltérések, Copán: -0,5 perc, Palenque: +0,3 perc.
A Vénusz bolygó elsődleges fontosságú volt vallási szempontból. Szinodikus periódusára 584 napot állapítottak meg (a ma ismert pontos érték 583,92 nap). Felismerték, hogy az esti és a hajnali csillag (az „esthajnalcsillag”) egy és ugyanaz az égitest. Ezt a ciklust négy különböző hosszúságú részre osztották a Vénusz fázisainak megfelelően. Az első és utolsó megjelenése az égen különösen fontos volt, ezek előrejelzéseit táblázatokban rögzítették (lásd: Drezdai kódex). Az előrejelzések annyira pontosak voltak, hogy az eltérés 481 év alatt legfeljebb 2 órát tett ki.
1982-ben Floyd Lounsbury, a Yale Egyetem nyelvésze rávilágított, hogy mennyire összekapcsolódott a Vénusz első megjelenése a háborúk elkezdésének napjával.

## Tzolkin éra
Tzolkin (=napok száma). Vallási, szakrális célokra használták, például ünnepek napjának meghatározására, de ez írta le egy személy sorsát is a születésének napja alapján (lásd még: horoszkóp). Ezzel a naptárral határozták meg, hogy egy jövőbeli dátum szerencsésnek vagy baljóslatúnak számít-e. Ha egy király csatába akart indulni, szerencsés napra kellett időzítenie.
A tzolkin 260 napból áll, ami 20 nap 13-as ismétlődéséből keletkezik. Minden 260 napos ciklusnak külön neve volt. A ciklus megnevezése a nap neve és a ciklus száma (1...13) alapján adódott.
A kicse maják a mai napig használják ezt a beosztást a vetési idő meghatározására. Szerintük, és egyes történészek szerint a 260 nap az emberi terhesség hosszából ered. Mások szerint lehetséges okok még az időszak hosszára: a Nap zeniten való áthaladása Izapa és Copán földrajzi szélességén; a mezőgazdasági év hossza februártól késő októberig; a Vénusz láthatósági ciklusa.
| A nap száma | A nap neve         | Jele | A nap jelentése                                  | A nap száma | A nap neve    | Jele | A nap jelentése                 |
| ----------- | ------------------ | ---- | ------------------------------------------------ | ----------- | ------------- | ---- | ------------------------------- |
| 1           | Imix               |      | tengeri rózsa, krokodil                          | 11          | Chuwen, Chuen |      | majom, mester, kézműves         |
| 2           | Ik                 |      | szél, levegő, lehelet                            | 12          | Eb            |      | seprű, halálfej, fog            |
| 3           | Akbal              |      | éjszaka, sötétség, hajnal                        | 13          | Ben           |      | nádszál                         |
| 4           | Kan                |      | négy, kígyó, sárga, érés, iguána, nőstény leguán | 14          | Ix            |      | ocelot, kezdet, eredet          |
| 5           | Chikchan, Chicchan |      | égi kígyó, Tejút                                 | 15          | Men           |      | sas, madár                      |
| 6           | Kimi, Cimi         |      | halál                                            | 16          | Kib, Cib      |      | bagoly, hal, keselyű, viasz     |
| 7           | Manik              |      | szarvas                                          | 17          | Kaban, Caban  |      | föld, erő, gondolat, földrengés |
| 8           | Lamat              |      | nyúl                                             | 18          | Etznab, Eznab |      | tűzkő, kés, kopjahegy, harapni  |
| 9           | Muluk, Muluc       |      | eső, víz, zápor, zivatar                         | 19          | Kawak, Cauac  |      | vihar                           |
| 10          | Ok, Oc             |      | kutya                                            | 20          | Ajaw, Ahau    |      | úr, uralkodó                    |

## Haab éra
| Sorszám | A hónap neve | Jelentése                    |
| ------- | ------------ | ---------------------------- |
| 1       | Pop          | uralkodó, gyékény, nád       |
| 2       | Uo, Wo       | béka                         |
| 3       | Zip, Sip     | őz                           |
| 4       | Zotz, Sotz   | denevér                      |
| 5       | Tzec, Sek    | méh                          |
| 6       | Xul          | kutya                        |
| 7       | Yaxkin       | „zöld” Nap (a tavaszra utal) |
| 8       | Mol          | víz                          |
| 9       | Chen         | hal                          |
| 10      | Yax          | zöld                         |
| 11      | Zac, Sak     | fehér                        |
| 12      | Ceh, Keh     | vörös                        |
| 13      | Mac, Mak     | bozót                        |
| 14      | Kankin       | „sárga” Nap                  |
| 15      | Muan, Muwan  | bagoly                       |
| 16      | Pax          | puma                         |
| 17      | Kayab        | teknős, papagáj              |
| 18      | Cumku, Kumku | „sötét isten”, káosz         |

Haab (jelentése: „bizonytalan” vagy „határozatlan” év), a 365 napos szoláris év számítása, ami a 18 hónap 20 napjából és 5 pót napból áll. Az 5 napot (az időszak neve: „vajeb”) szerencsétlenséget hozónak tartották, ezért vallási szertartásokkal igyekeztek azt jóra fordítani.
A tzolkin- és a haab-éra az azték naptárhoz hasonlóan 52 évenkénti ciklusban kapcsolódott össze, ennek a ciklusnak „nagy kör” (solq’uin) a neve.

## A hosszú számítás
A hosszú számítás folyamatosan számolta a napokat egy fix múltbeli időponttól kezdve (ahogy az általunk használt Gergely-naptár is), ami i. e. 3114. augusztus 11-én volt. A maják voltak az egyetlen prekolumbán mezoamerikai nép, akik rögzített dátumú naptárat is használtak.
A naptári ciklus eleje és vége a keletkezést és a megsemmisülést jelentette a maják számára. Ennek leírása megtalálható a gyarmati időkben lejegyzett Popol Vuh nevű eredetmítoszban, és a klasszikus maja ikonográfiában is látható. A hosszú számítás kezdete óta 13 baktun telt el, vagyis a dátuma 13.0.0.0.0, másképpen 4 Ahau 3 Kankin (2012. december 21.). Ekkor új ciklus kezdődött.
A hosszú számítás dátumai megjelennek szobrokon, eseményeket ábrázoló emlékműveken, így a faragások keletkezési ideje behatárolható. A drezdai kódexben található hosszú számítás dátumok alkalmasak a történelmi események dátumának beazonosítására.
A maja klasszikus korban a hosszú számítás igen távoli időpontokat is képes volt ábrázolni. Például Yaxchilán, Palenque, Quiriguá és Cobá nevű ókori maja városokban találhatók olyan feliratok, amiken a Gergely-naptár szerinti 4772. év szerepel, illetve olyanok is, amik a távoli múltban a teremtés és az istenek születésének idejéről szólnak, amik több százmillió évvel ezelőtt történtek (Schele, Miller 1986:320–321; Martin, Grube 2000:70; Sharer 1994:571; Montgomery 2001a:299).

### A maja időmérés fogalmai
A maja időmérés alapfogalmai a 20-as szám, illetve annak hatványai körül mozognak, az egyetlen kivétel – a természet állapota miatt – a 18 hónap.
- Kin – nap
- Vinál – hónap (= 20 nap)
- Tun – maja év (= 18 vinál = 18×20 = 360 nap)
- Katun – 20 maja év (= 20×360 = 7200 nap)
- Baktun – 400 maja év (= 20×7200 nap = 144 000 nap)
- Pictun – 8000 maja év (= 20 baktun = 2 880 000 nap)
- Calabtun – 160 000 maja év (= 20 pictun = 57 600 000 nap)
- Kinchiltun – 3 200 000 maja év (= 20 calabtun = 1 152 000 000 nap)
- Alautun – 64 millió maja év (= 20 kinchiltun = 23 040 000 000 nap)

### Világvégejóslat 2012-re
Az interneten a „baljós évszám” közeledtével egyre gyakrabban keringtek jövendölések arról, hogy 2012. december 21-én világvége lesz. 2009 októberében hollywoodi nagyfilm dolgozta fel a témát (lásd: 2012 (film)).
A legenda hívei a maja naptárra hivatkoztak. Eszerint a világ keletkezésének dátuma 0 baktun, 0 katun, 0, tun, 0 vinál, 1 kin, 0 iztun volt, (a mi naptárunk szerint i. e. 3114. augusztus 11.) vége pedig 12 baktun, 19 katun, 19 tun, 17 vinál, 19 kin, 0 iztun, azaz 2012. december 21, mert egy nappal később újra 0.0.0.0.1. lenne, mivel addigra eltelne a világ kezdetétől számított 13 baktun. (A legendát erősítheti az a tetszetős szám is, amit a szóban forgó nap előtti dátum nemzetközi rövid naptári formája ad: 20.12.2012.)
Komoly tudósok – mint David Stuart, a legnagyobb élő maja-kutató – azonban már korábban is nevetségesnek tartották, hogy a maják a világ végére gondoltak volna. Ezt cáfolja az alautun időegység létezése is a maja naptárban, ami 64 millió év hosszú. 2012. december 22-én a maja naptár szerint 13.0.0.0.1-t írunk.
Időközben találtak olyan maja naptári feljegyzéseket, amik jóval tovább számolják az éveket, mint 2012.